# Jonas Alarik
Jonas Alarik, född Lars Jonas Albert Alarik 25 juli 1976 i Uppsala-Näs, är en svensk kortfilmsregissör och fotograf. 
Han har regisserat Ring kåta Clarissa och arbetat med flera svenska filmer och TV-serier, bland andra Lilja 4-ever. Han har fotograferat filmen Allt om min buske (2007) samt Sveriges Televisions dramaserier Kronprinsessan (2006), Kungamordet (2008) och Kalifat (2020). Alarik har även fotograferat Netflix-serien Snabba Cash (2021) där hans son Ali Alarik spelar rollen som Tim. 
Inför Guldbaggegalan 2018 nominerades Alarik i kategorin Bästa foto för kameraarbetet i långfilmen Korparna (2017).